# Mantshwabisi
Mantshwabisi is een dorp in het district Kweneng in Botswana. De plaats telt 942 inwoners (2011).